# Parafia św. Stanisława BM w Czechowicach-Dziedzicach
Parafia Świętego Stanisława Biskupa i Męczennika – parafia rzymskokatolicka znajdująca się w Czechowicach-Dziedzicach. Należy do dekanatu Czechowice-Dziedzice diecezji bielsko-żywieckiej. Erygowana w 1984.